# Équipe d'Union soviétique masculine de volley-ball
Cet article traite de l'équipe masculine. Pour l'équipe féminine, voir Équipe d'Union soviétique féminine de volley-ball.
 (août 2024).
Si vous disposez d'ouvrages ou d'articles de référence ou si vous connaissez des sites web de qualité traitant du thème abordé ici, merci de compléter l'article en donnant les références utiles à sa vérifiabilité et en les liant à la section « Notes et références ».
L'équipe d'Union soviétique de volley-ball est l'équipe nationale qui représente l'Union des républiques soviétiques socialistes (URSS) dans les compétitions internationales de volley-ball. Elle est gérée par la Fédération d'URSS de volley-ball. 
La sélection est active de 1949 à 1991, avant de laisser place à l'équipe de la communauté des États indépendants de volley-ball en 1992. L'équipe de Russie de volley-ball est considérée comme son héritière par la Fédération internationale de volley-ball (FIVB).
L'équipe soviétique est l'une des équipes les plus titrées de l'histoire du volley-ball masculin avec trois victoires aux Jeux olympiques, six titres de champion du monde et quatre coupes du monde.

## Histoire

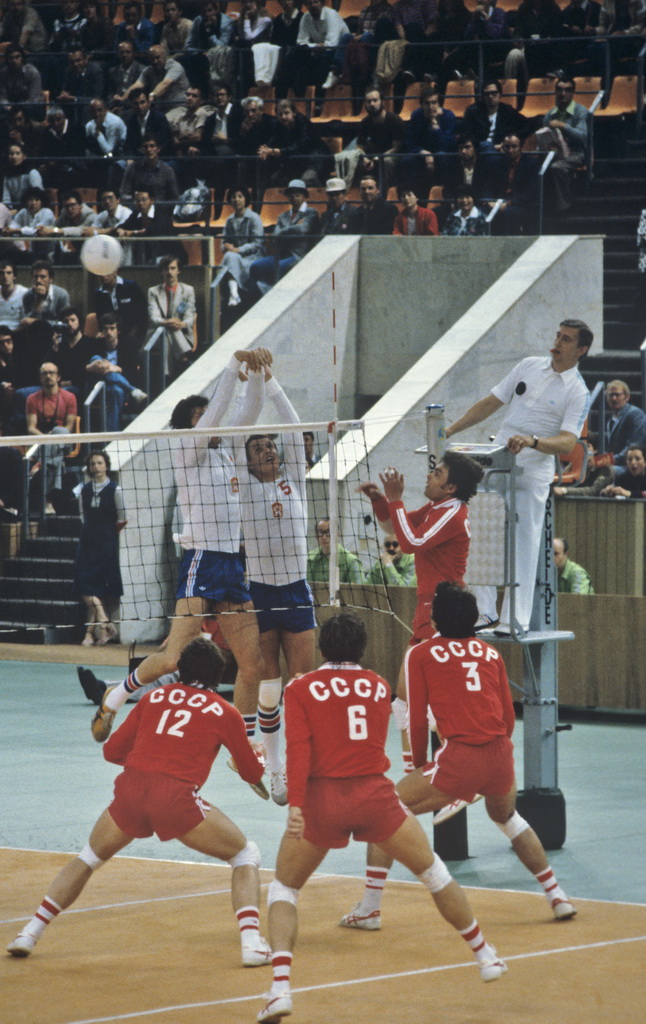
L'URSS affronte la Tchécoslovaquie aux Jeux olympiques d'été de 1980 à Moscou.

## Palmarès
- Jeux olympiques*
  - Vainqueur (3) : 1964, 1968 et 1980[1]
  - Finaliste (2) : 1976 et 1988
  - Troisième (1) : 1972

- Championnats du monde*
  - Vainqueur (6) : 1949, 1952, 1960, 1962, 1978, 1982[2]
  - Finaliste (2) : 1974 et 1986
  - Troisième (3) : 1956, 1966, 1990

- Championnat d'Europe*
  - Vainqueur (12) : 1950, 1951, 1967, 1971, 1975, 1977, 1979, 1981, 1983, 1985, 1987 et 1991
  - Troisième (2) : 1958 et 1963

- Ligue mondiale
  - Troisième (1) : 1991

- Coupe du monde*
  - Vainqueur (4) : 1965, 1977, 1981 et 1991
  - Finaliste (1) : 1985
  - Troisième (2) : 1969 et 1989

(*)Record